# Downlink
Der Downlink ([daʊnlɪŋk]; deutsch „Verbindung herunter“, „Abwärtsstrahl“) ist in der Informationstechnik und der Telekommunikation der Anglizismus für eine Nachrichtenverbindung (englisch link), deren Datenfluss vom Telekommunikationsnetz in Richtung Endgerät verläuft. Komplementärbegriff ist der Uplink.

## Allgemeines
Gelegentlich finden sich auch die Begriffe „Vorwärtsrichtung“ für den Downlink und „Rückwärtsrichtung“ für den Uplink, entsprechend der Flussanalogie (siehe Downstream/Upstream). Der Uplink dient dem Upload (Hochladen), also der Datenübertragung in Richtung des Telekommunikationsnetzes, der Downlink dagegen dem Download (Herunterladen) aus dem Telekommunikationsnetz.
Downlink und Uplink markieren die Hierarchie in einem Rechnernetzwerk. Die Oberseite ist die Netzinstanz mit Downlink, die Unterseite die mit Uplink. Der Download-Pfad ist der Downlink, der Upload-Pfad entsprechend der Uplink. Downlink ist die Datenübertragung aus dem Internet zum Nutzer, Uplink die Übertragung vom Nutzer ins Internet. Der Downlink übernimmt den Datenverkehr vom Netzknoten zum Benutzer.

## Anwendungen

### Mobilfunk
Im Mobilfunknetz geht der Downlink von der Basisstation oder dem Netzwerkprovider zum User, der Uplink vom User zum Provider. Im Mobilfunk ist der Common Control Channel (CCCH) ein Steuerungskanal, der die Verbindungsaufnahme zwischen dem Funknetz und dem Mobilfunkgerät abwickelt. Dabei wird der Paging Channel nur im Downlink zur selektiven Adressierung eines gerufenen Mobilgerätes bei einem Verbindungswunsch aus dem Netz aktiviert, der Random Access Channel kommt nur im Uplink zum Einsatz und ermöglicht der Funkstation, bei der Feststation Kanalkapazität für den Verbindungswunsch anzufordern.
Bei LTE stehen für den Downlink die Frequenzbereiche zwischen 2620 MHz und 2690 MHz zur Verfügung, beim Uplink 2500 MHz bis 2570 MHz. Beim HSDPA beträgt die Datenübertragungsrate im Downlink bis 14,4 Mbit/s und im Uplink bis 10,8 Mbit/s.
Im Mobilfunk ist bei GSM der Downlink die Richtung Vermittlungsnetz über Basisstation und Base Station Controller zum Mobilfunkgerät.

### Satellitenkommunikation

Bezeichnungen der Verbindungen zwischen Erdstationen und Satellit.

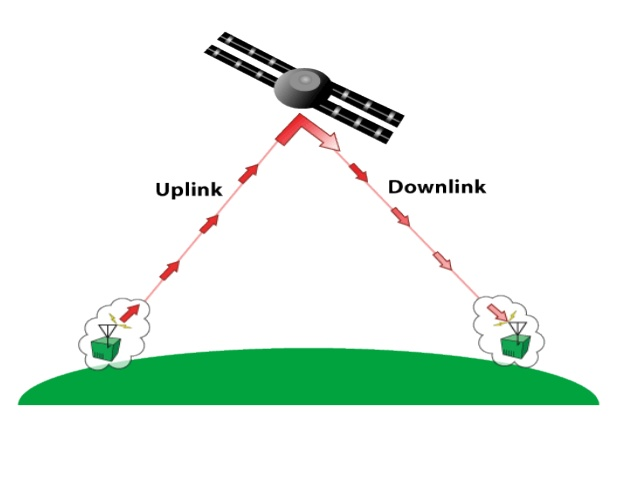
Uplink und Downlink in der Satelliten-Kommunikation

Der Begriff Downlink bezeichnet in der Satellitenkommunikation die Richtung vom Satelliten zu der Bodenstation, ebenso von einem Satelliten zu einem mobilen Terminal.
Im Satelliten wird die Uplinkfrequenz empfangen und auf eine davon getrennte Downlinkfrequenz umgesetzt, um dann zur Erde zurückgestrahlt zu werden. Um eine möglichst große Ausleuchtzone (englisch footprint) bei möglichst kleinen Satellitenschüsseln zu gewährleisten, werden die Signale vom Satelliten verstärkt und je nach Satellit (selten auch je nach Transponder) auf einen ganz bestimmten Teil der Erde, welcher sich im Sichtfeld des Satelliten befinden muss, zurückgesendet.
Mit Uplink wird die Datenübertragung vom Fernsehsender/Rundfunksender zum Satelliten, mit Downlink die Übertragung vom Satelliten zur Satellitenantenne des Empfängers bezeichnet. Europäische Sender arbeiten im Ku-Band – der Frequenzbereich des Downlinks liegt dabei zwischen 10,7 GHz und 12,75 GHz, beim Uplink zwischen 13 GHz und 18 GHz.

### Rechnernetze
In Computernetzwerken ist mit Downlink die Verbindung eines Konzentrators (Hub, Switch) zum nächsten Konzentrator gemeint.
Man kann Benutzerports, an die Endgeräte wie Hosts, Computer und Drucker angeschlossen werden, unterscheiden von den Uplink-Ports, über die der nächste Konzentrator erreicht werden kann. Da die digitalen Daten vieler Benutzerports über nur einen oder wenige (Bündelung, Resiliency, Spannbaum) Uplink-Ports weitergereicht werden, sind diese meist deutlich leistungsfähiger ausgelegt.
Da an jeden Benutzerport wieder ein Netzwerkkonzentrator angeschlossen werden könnte, ist der Übergang zwischen Benutzerports und Uplink-Ports fließend.